# 小浜皇大神社
小浜皇大神社（こはまこうたいじんじゃ）は兵庫県宝塚市にある神社である。
旧川辺郡小浜町の村社。
例祭はだんじり祭が行われる。

## 祭神
- 天照大神

## 歴史
- 嘉吉元年（1441年）創建と伝えられている。
- 大正元年（1912年）、武庫川の氾濫で大破した見佐神社[1]を合祀、社名を皇太神社から皇大神社へ改称する。

## 社殿・境内
- 本殿：江戸時代後期の建築で、切妻造瓦葺。
- 小浜戎社：江戸時代初期、酒造が発達した小浜の酒造家達が、商売の守り神として建立した。

## 祭事・年中行事
小浜だんじり祭10月25日26日に行われる例祭。貞享元年（1684年）から例祭にだんじりを奉納するようになり、3基の宝塚型幕式地車があったが明治時代に2基を売却して1基になる。
小浜えびす祭小浜戎社建立から続いていたが、明治に入り杜絶。昭和53年（1978年）から復活した。1月9日～11日に開催される。

## 文化財
- 本殿は、平成18年（2006年）、兵庫県登録有形文化財に登録された。

## 所在地・交通
- 兵庫県宝塚市小浜5-4-4
  - 阪急宝塚線売布神社駅から徒歩16分
  - 阪急宝塚線清荒神駅から徒歩16分